# MVP (プロレスラー)
MVP（1973年10月28日 - ）は、アメリカ合衆国の男性プロレスラー。フロリダ州マイアミ出身。AEW所属。アフリカ系アメリカ人。旧リングネームはモンテル・ボンタビアス・ポーター（Montel Vontavious Porter）。

## 来歴

### キャリア初期
プロレスデビュー前は不良であり、15歳の時に武装強盗で少年院に6ヶ月半送致された。その後も再び武装強盗と誘拐の容疑で16歳ながら大人として刑罰を受け9年6か月の間刑務所に服役していた。服役期間は9年6か月だが、服役中の態度によっては刑期が最長18年となる重い判決であった（以前、この関係で日本をはじめ、一部の国で入国が難しいと自身で語っていた）。出所後の2002年にプロレスデビュー。アントニオ・バンクスのリングネームでCCWやXWAなどの団体でヘビー級王座を勝ち取った。また、TNAのPPVなどでも試合をした。

### WWE
2005年、WWEとディベロップメント契約を交わし、DSWでトレーニングを行う。『モンテル・ボンタビアス・ポーター』というキャラクターには、『横柄で、自分のことが頭から離れないアスリート』という設定が組み込まれた。

#### SmackDown!
2006年8月4日、SmackDown!に初登場。登場初期は女性とボディーガードによって囲まれて会場に現れていた。この間も、番組GMのセオドア・ロングと契約交渉を交わしていたが、他人に携帯電話などで自分が持っている宝石類の自慢話を始めると、実況のマイケル・コールや解説のJBLからは「横柄な奴」と形容されていた。
同年9月27日、WWEの公式サイト上にWWEとの契約書が掲載され、No Mercy 2006でWWEデビュー、マーティー・ガーナーを相手に勝利したが、このガーナーがWWEとは契約していない地元団体の選手で細面だったこともあり、解説のJBLには「契約金が番組史上最大のくせに、こんな試合をするとは失望した」と言われていた（なお、契約金が番組史上最大というのはギミックである）。
入場シーンは、まるでNFLに登場するような膨張式のトンネルから登場後、両手を広げてパイロを出すというものだった。
MVPは「自分の勇気を証明するため」に、「より手強い相手」と対戦させるようリングで発言した。すると、対戦相手として出てきたのはRAWから移籍したばかりのケインだった。これを境に2人は、Mr.ケネディ、ジ・アンダーテイカーを巻き込みながら抗争を展開する。ストリート・ファイト戦や金網戦では勝利を収めたが、Armageddon 2006で行われたインフェルノ戦では摂氏260度の炎で背中を焼かれて大火傷を負う（大火傷というのはアングルである）。
2007年4月1日のWrestleMania 23では、クリス・ベノワとのUS王座戦を行うことが決定。自身初の王座挑戦であったが敗北。しかし5月のジャッジメント・デイにて再びクリス・ベノワに王座挑戦しUS王座を奪った。その後マット・ハーディーとの抗争に入るも、「心臓の病気」（部分的には事実）を口実に、スキットに参加するのみで激しい試合などは行っていない。9月にはGM室で「次に入ってきた奴とタッグを組んでタッグ王座戦に出てやる」と宣言したところ犬猿の仲のマット・ハーディーが入室してくるというストーリーで、嫌々ながら組んだ即席タッグでお互い険悪なムードが漂うも、WWEタッグ王座戦に勝利した。タッグ王座から転落するとすぐにマットを攻撃、裏切りを見せたが、MVPの保有するUS王座を巡ってマットと抗争が始まることが決まった直後、マットが虫垂炎の手術のために長期離脱する。そのため抗争がストップし対戦相手がいない状態が続いていた。

#### 2008年 - 2010年
2008年1月にはレイ・ミステリオを相手に短期間の抗争を開始。US王座を懸けての対戦で勝利を収め防衛を果たした。
2月には、四大特番の一つロイヤルランブルに出場。同リーグに所属する大御所リック・フレアーと、フレアーは敗れれば即引退という「キャリア・スレットニング・マッチ」でノンタイトルで勝負。最後はフレアーの得意技足4の字固めでタップアウト負けを喫した。
3月にはレッスルマニア24のメイン戦の一つである世界ヘビー級王座戦出場を懸けたスマックダウンのエリミネーション・チェンバー・マッチへ出場するも、一番目に脱落した。
4月にはレッスルマニア24でのマネー・イン・ザ・バンク・ラダー・マッチへ初出場するが、勝利目前のところで乱入したマット・ハーディーに邪魔をされてMr.マネーの権利を逃す。それをきっかけにマットと更に抗争、同月のバックラッシュでマットと対戦するが敗北しUS王座を奪われる。
その後は、RAWからスマックダウンにドラフト移籍してきたマットの実弟ジェフ・ハーディーとの抗争を開始する。ハーディーの出場した試合の最後に必ず乱入してはドライブバイキックでジェフを気絶させ、観客の顰蹙を買った。サマースラムではそのハーディーと対戦、ドライブバイキックで勝利を収めた。
2008年中盤から終盤は連戦連敗となり、ついには契約金を返上させられることになる。その間、ハリケーン・ヘルムズの復帰戦や新人選手のデビュー戦でも勝ち星を献上し、更にはカン・フー・ナキにまで敗れてしまう。この連敗は2009年に入っても続いたが、トリプルHのロイヤルランブル出場を賭けたビッグショーとのラストマン・スタンディング・マッチでそのトリプルHの介入もあって勝利を挙げ、ついに連敗を脱出した。その後はベビーターンし、順調に白星を挙げ再度レッスルマニア25でのマネー・イン・ザ・バンク・ラダー・マッチへの出場が決定した。3月17日のスマックダウンではシェルトン・ベンジャミンを下し二度目のUS王座を獲得、二年連続で同王座を保持しての出場決定となった。その後のドラフトでRAWへ移籍が決まり、移籍後幾度か王座を防衛していたが6月1日のRAWでコフィ・キングストンに敗れ王座を失う。その後はUS王座奪還を狙いながらも、トレードで移籍してきたジャック・スワガーと抗争し、サマースラムでの勝利で抗争に決着を付ける。翌日のRAWからはマーク・ヘンリーとタッグを結成し、クリス・ジェリコとビッグ・ショーの統一タッグ王座に狙いを定め、ブレーキング・ポイントで挑戦するも敗れてしまった。その後は特に抗争相手もおらずときどきヘンリーとタッグを組み活動していた。そして2010年4月の追加ドラフトによりSmackDown!へと移籍。NXTシーズン2ではパーシー・ワトソンを指導するプロとして登場している。
2010年12月2日、WWEとの契約解除が成立し退団となった。

### 新日本プロレス
2011年2月20日、新日本プロレスのThe New BeginningにリングネームMVPとして初参戦。5月、新日本初のアメリカ大会を記念して新設された「IWGPインターコンチネンタル王座」の初代王者決定戦トーナメントに優勝して初代IWGPインターコンチネンタル王者となった。翌6月18日、大阪府立体育会館で開催されたDOMINION6.18で、決勝戦で対戦した矢野通を相手に初防衛に成功するも試合終了後、矢野に6年間生やし続けていた髪の毛を切られるという屈辱を受けた。
7月18日、三度矢野と対決を行い勝利、試合後に切り落とされた自身の髪を矢野の口の中に押し込み、リベンジを果たした。
8月、G1 CLIMAXに初出場。中邑真輔、後藤洋央紀に勝利する快挙を遂げるも最終戦のカール・アンダーソンに敗れ、予選落ちした。一方で6勝3敗（勝ち点12点）という好成績をマークしている。
10月10日、DESTRUCTION'11で田中将斗を相手にインターコンチネンタル王座の防衛戦に臨んだが、スライディングDでピンフォール負けを喫し、同王座から陥落した。12月4日愛知大会、リマッチとして再び田中と相見えるも試合終盤にセコンドの外道と高橋裕二郎の介入でペースを乱され田中のスライディングDで轟沈、試合後も田中と裕二郎のリンチに遭った。
2012年1月4日、レッスルキングダムVIでシェルトン・ベンジャミンをパートナーに田中 & 裕二郎組と対戦、試合は自身が高橋をイリバーシブルクライシスで極めギブアップ勝ちを収めた。その後、同年のG1 CLIMAXにも出場するもタイトルマッチに挑戦することはないまま、2013年1月4日、レッスルキングダムに出場後、新日本との契約を解除した。

### TNA
2014年1月30日、TNAを支援する投資家というギミックにて登場、リングネームをMVP名義にしている。
7月18日、TNAとルチャ・アンダーグラウンド（以下LU）間でのLU所属のショーン・ヘルナンデスをLUとの契約期間中に、TNAとも契約して試合に出場したことから問題となった。TNA側はMVPの誘いでエルナンデスと契約して、LUとの契約期間中とは知らなかった。この問題の責任を取る形でMVPはTNAを退団した。（事実上の解雇に近い）

### ルチャ・アンダーグラウンド
2016年4月、ルチャ・アンダーグラウンドと契約。
だが、同月に非公開となっているLUでのキャラクターの年齢をポッドキャストで喋ってしまい、指示を受け削除するも同日解雇となった。MVPのLUとの契約はエージェントとしての契約も含まれてたという。

### WWE
2020年よりWWEに復帰。
1月22日に行われたロイヤル・ランブル2020にサプライズ出場。
5月11日放送のRAWでボビー・ラシュリーとユニット「ザ・ハート・ビジネス」（The Hurt Business）を結成し、後にシェルトン・ベンジャミン、セドリック・アレキサンダーをメンバーに加え活動。

## 得意技

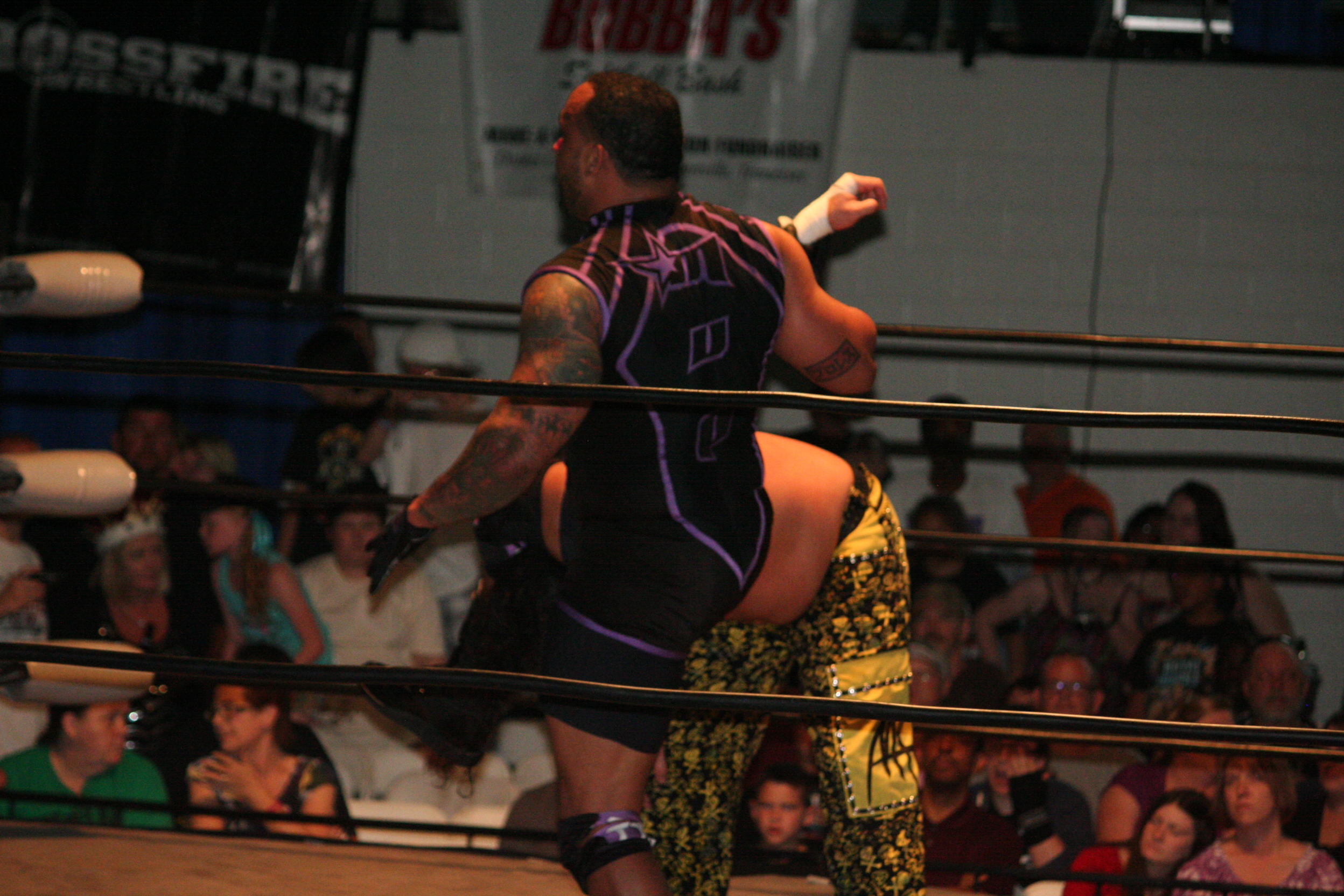
プレイメーカー（オーバードライブ）

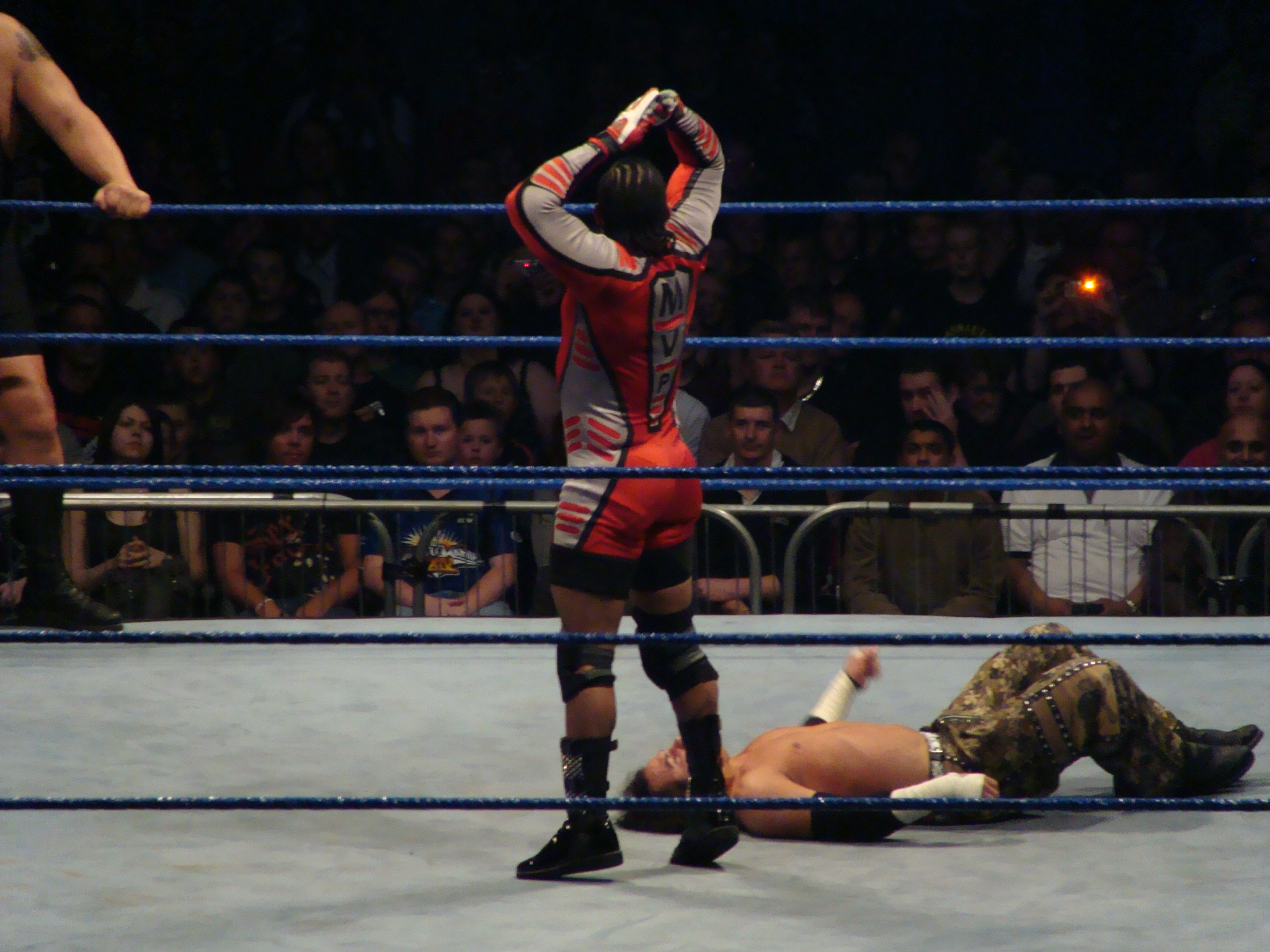
ボーリン・エルボー

### フィニッシュ・ホールド
ドライブ・バイ・キック
コーナーにたてかけた相手に対し、反対側のコーナーから全速力で走りこみ、ケンカキックを顔面に串刺し式に打ち込む。
ドライブ・バイ・キック（シャイニング式ランニング・ビッグブーツ）
ジェフ・ハーディーとの抗争から使用し始めた技で、サマースラム2008でもこの技を使用して勝利を収めた。
近年でのフィニッシュ・ホールドとしてはシャイニング式で繰り出すことが多かったが、フェイスターン以後は使用機会が減っている。
技名の由来はアメリカでの自動犯罪でストリートギャングなどが行う走行中の車内からの銃撃drive by shootingから。
プレイメーカー（オーバードライブ）
以前のフィニッシュ・ホールド。現在では下記、TTBへ繋ぐフィニッシュ・モーションとなっている。
TTB(Take To The Bank)
現在のMVPのフィニッシュ・ホールド。
相手の片腕を自身の両足でロックする変形グラウンド・コブラツイスト。
新日本マットに上がってから使用し始めた技で、ライアン・サコダのサコダ・クラッチと同型。
オヤスミ
正面からハンマーロックの体勢で相手の腕をロックし持ち上げて前面から叩きつける変形の両膝着地式フェイス・バスター。
この技からダウンした相手を反転させてフォールを狙うか、V1アームロックを仕掛けることもある。
G1クライマックス2011の優勝を目指して新たに開発した投げ技で、技名は日本語のお休みから。
イリバーシブル・クライシス
V1アームロックで極める変形のクリップラークロスフェイス。
WWE時代に開発した技で「危険すぎる」という理由で使用を禁止されていたが、G1クライマックス2011用秘密兵器として解禁した。
公開練習では三上恭佑に仕掛け、直後に三上が悲鳴を上げてタップをする場面を見せた。試合では中邑真輔戦で初披露し、タップを奪っている。
 プレイ・オブ・ザ・デイ（305）
飛び付き式コンプリート・ショット
WWEに在籍していた2010年時のフィニッシュ・ホールド。シェルトン・ベンジャミンのペイ・ダートと同じ技。
MVPと長年ライバル関係にあったベンジャミンがWWEから解雇された直後に初披露した。
旧名の305はマイアミの市外局番から。

### その他得意技
ジャーマンスープレックス
投げぱなしジャーマン、ローリング式、ジャーマンスープレックスホールドの３種類使用する。
スープレックス
スーパープレックス
フィッシャーマンズ・スープレックス
ブレーンバスターの体勢から相手の片脚の膝裏からふくらはぎの辺りを抱えて投げる。
フロント・スープレックス
主に走ってきた相手に対しカウンターで用いて、試合の流れを変える。
フラップジャック
相手がロープへ走りカウンターで放つ型を好んで使っている。
エルボー
バックハンド・チョップ
フェイスバスター・ニー・スマッシュ
ロープに振られて帰って来た時に、ショルダースルーをしようと待ち構えている前屈状態の相手の顔面に膝を密着させ、小さくジャンプし膝に顔面を叩きつけて相手にダメージを与える。
ファイヤーマンズキャリー・ドロップ
相手をファイヤーマンズキャリーで抱え上げて持ち上げ相手を後ろに落とす技。
ボーリン・エルボー
仰向けに倒れた相手に対し、ロープにいったん走ってから相手を挑発するようにして近づき、バスケットボールのシュートの仕草をしながら決め台詞の「Ballin'（キメるぜ）!」を観客と合唱しエルボー・ドロップを放つ。ザ・ロックのピープルズ・エルボーのような魅せ技。新日本参戦後には、日本語で「キメルゼー」と叫ぶバージョンも披露している。
シットアウト・サイドパワースラム

## 入場曲
- I'm Comin' (Silkk The Shocker)
- VIP We Ballin

## タイトル歴
WWE
- US王座 : 2回

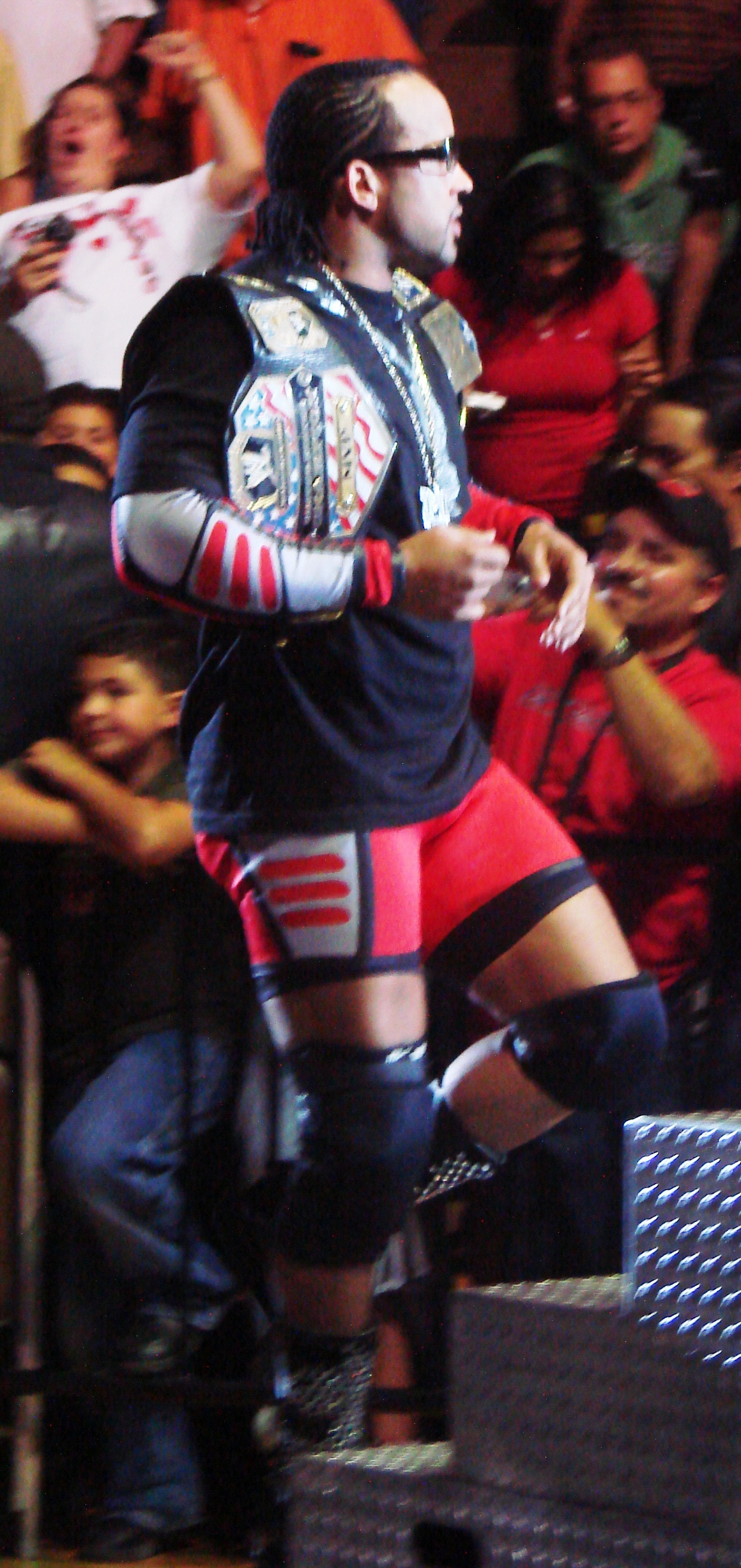
US王座とWWEタッグ王座の2冠王時代（パートナーはマット・ハーディー）

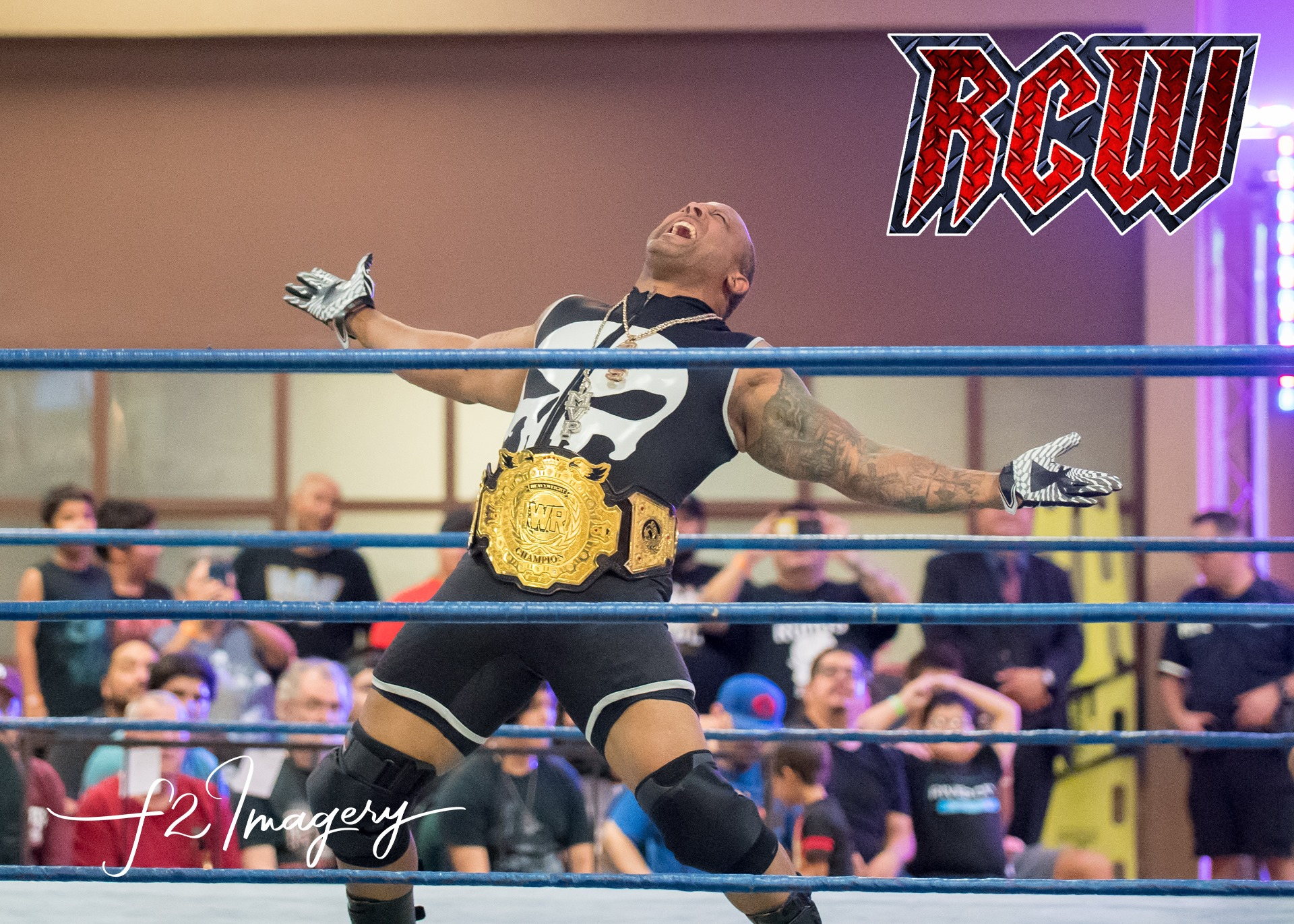
WRCヘビー級王座

- WWEタッグ王座 : 1回（w / マット・ハーディー）

新日本プロレス
- IWGPインターコンチネンタル王座 : 1回（初代）
- 初代IWGPインターコンチネンタル王座決定トーナメント 優勝 : 1回（2011年）

CCW
- CCWヘビー級王座 : 1回

FOW
- FOWタッグ王座 : 1回（w / パニッシャー）

XWA
- XWAヘビー級王座 : 1回

レスリング・オブザーバー・ニュースレターアワーズ
- 2007年 最も成長したレスラー
- 2008年 最も過小評価されているレスラー

## 備考
- US王座とWWEタッグ王座を同時に保有していた時期があった。
- 2008年4月までUS王座を保持しており、WWEにおける同王座の在位期間記録（342日間）保持者だったが、2014年にディーン・アンブローズによって更新（350日間）された。
- 長期に渡ってUS王座を保持しているものの、「スマックダウンにUS王座に見合った対戦相手がいない」ためTVショーでの防衛戦はあまり行っていない。これは2007年に展開されていたマットとの（WWE・クルーザー級王座 (1991-2007)時代のグレゴリー・ヘルムズと似たような状態。ヘルムスも同じ状態で、一年以上もクルーザー級王座を保持していた。しかし防衛はほとんどしていなかった。）
- MVPと305（出身地・マイアミの市外局番）の三文字の金属ネックレスを首にかけている。
- 上記の経歴の通り、青年期は不良で逮捕歴はあったものの、ドラッグなどの違法薬物に手を出すことは無かった。
- 2008年、2009年と2年連続US王座戦を保持したままマネー・イン・ザ・バンク・ラダー・マッチへ出場している。
- クリス・ベノワの影響でWWE在籍時から日本のプロレス界に造詣を持っていた。また、TEAM 2000のファンで自身もチーム入りしたかったとのこと。
- 来日中に東日本大震災を都内で体感している。ツイッター上で最初はジョークを飛ばしていた(アメリカ国内ではほとんど地震を経験することがないため)が詳細がわかってくるにつれ、内容も神妙となり、日本でのデビューが被災地仙台であったことやその後の日本国内の様子をツイートしていた。また、そのときの日本人の秩序ある行動に日本のことがさらに好きになったとコメントした[2]。